# Smlouva z Madridu (1667)
Smlouva z Madridu z roku 1667 známá také jako smlouva Edwarda Montagu, 1. hraběte ze Sandwiche, byla podepsána 23. května 1667. Signatáři byli za Anglii král anglický a skotský Karel II. Stuart a za Španělsko smlouvu podepsala Marie Anna Habsburská za svého syna Karla II. Španělského, kterému v té době bylo pouhých šest let. Smlouva obsahovala řadu dohod uzavřených v reakci na francouzskou expanzi Ludvíka XIV.
Strany se dohodly na podmínkách umožňujících anglickým obchodníkům uzavírat obchody v rámci celé španělské říše. Smlouva zůstala v platnosti až do podpisu Utrechtského míru, který obsahoval řadu mírových smluv uzavřených mezi dubnem 1713 a únorem 1715 v Utrechtu po ukončení války o španělské dědictví. V madridské smlouvě se obě smluvní strany, Anglie a Španělsko zavázaly, že nebudou pomáhat nepřátelům žádné z obou stran. Smlouva obsahovala dohodu o zprostředkování ukončení španělsko-portugalské války, trvající už dlouhých 27 let, od roku 1640. Výsledkem bylo uzavření Lisabonské smlouvy o rok později, v roce 1668.
Otázka španělských kolonií okupovaných Anglií v anglo-španělské válce v letech 1654–60 byla vyřešena v následné smlouvě uzavřené v roce 1670 také v Madridu.

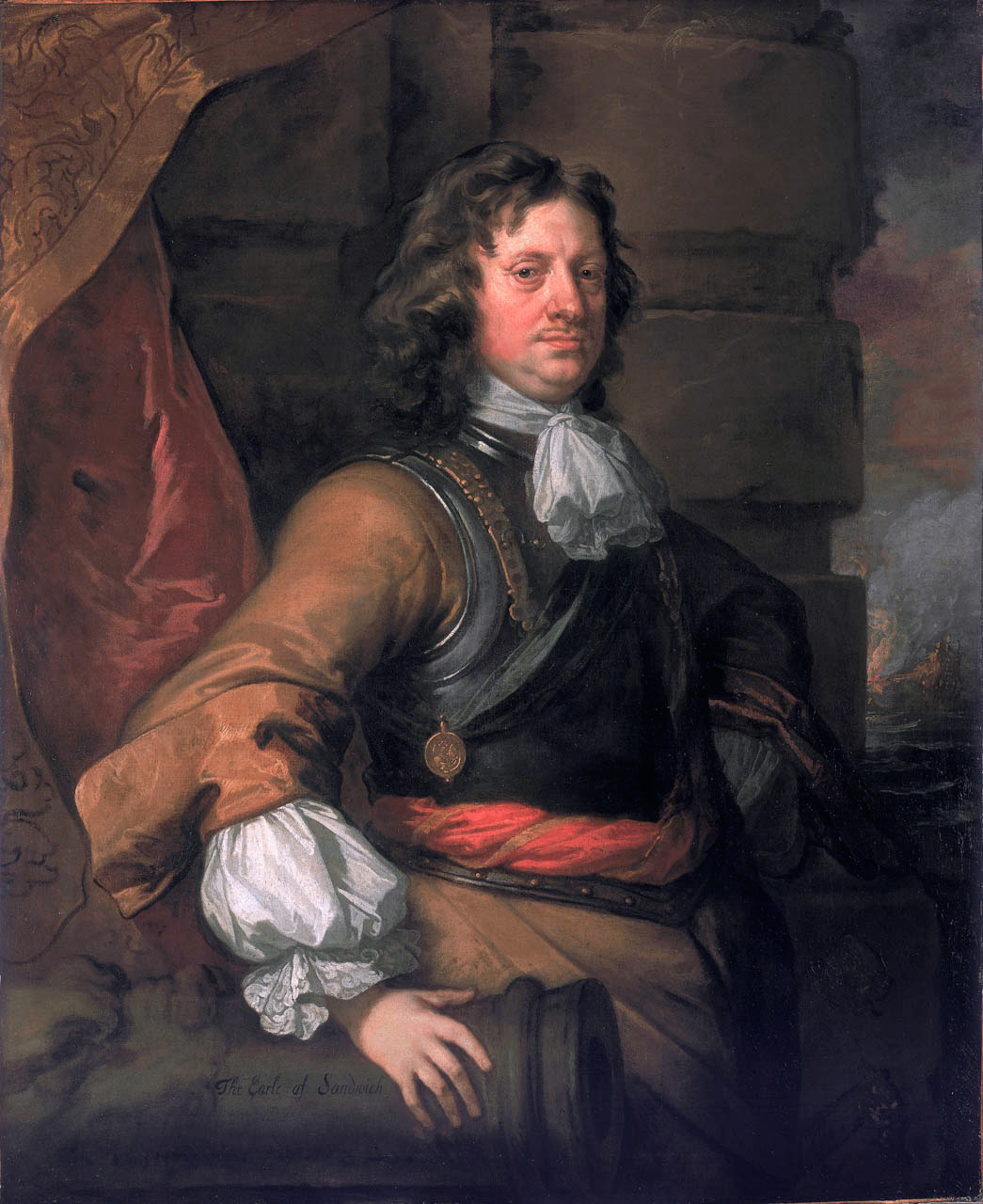
Edward Montagu, 1. hrabě ze Sandwich, Anglie

## Důvody
Smlouva byla jednou z řady dohod podepsaných mezi lety 1662 a 1668. Dohody byly podepsány v reakci na změny evropské rovnováhy sil. Vztahy mezi Francií a Spojenými provinciemi nizozemskými, spojenci v osmdesátileté válce a ostatními mocnostmi byly urovnány Vestfálským mírem v roce 1648. Oslabení Španělska, vyčerpaného dlouhou válkou, hodlala využít Francie, reprezentovaná Ludvíkem XIV.
V polovině 17. století byla španělská říše obrovskou globální konfederací, ale po letech neustálých válek nutně potřebovala mír. Francouzsko-španělská válka z let 1635–59 byla ukončena Pyrenejským mírem. Anglo-španělská válka (1654–1660) byla ukončena návratem Stuartovců v osobě Karla II. Stuarta na anglický trůn v roce 1660.
Španělsko se nyní zaměřilo na ukončení vleklé války s Portugalskem, které bojovalo za samostatnost a ukončení Iberské unie. V roce 1656 Filip IV. Španělský nabídl Karlovi II. Stuartovi pomoc při získání anglického trůnu. Na oplátku požadoval vojenskou pomoc Anglie v boji proti Portugalsku. Přestože Karel II. souhlasil s poskytnutím vojenské podpory, svůj slib nedodržel a v květnu roku 1661 se navíc oženil s portugalskou infantkou Kateřinou z Braganzy.
Mělo to své příčiny. Filip IV. naléhal na navrácení Jamajky okupované od roku 1656, a Dunkerku, který držela Anglie od roku 1658, obojí bylo dříve částí Španělského Nizozemska. Karel II. prodal obě území Francii v roce 1662. Na prodej Jamajky Francii bylo pohlíženo v Anglii s velkou nelibostí. Už dříve, v září 1660 parlament hlasoval o připojení obou území k Anglii. Angličtí obchodníci měli tak přístup na portugalské trhy v Brazílii, Africe a na Dálném východě. Zisk Tangeru a indické Bombaje znamenal vytvoření základen pro přístup do Středozemního moře a na pobřeží Súrat. Všechny tyto akvizice byly příliš atraktivní, aby šly odmítnout. Na druhé straně tento obchod negativně ovlivňoval anglo-španělské vztahy.

### Vyjednávání

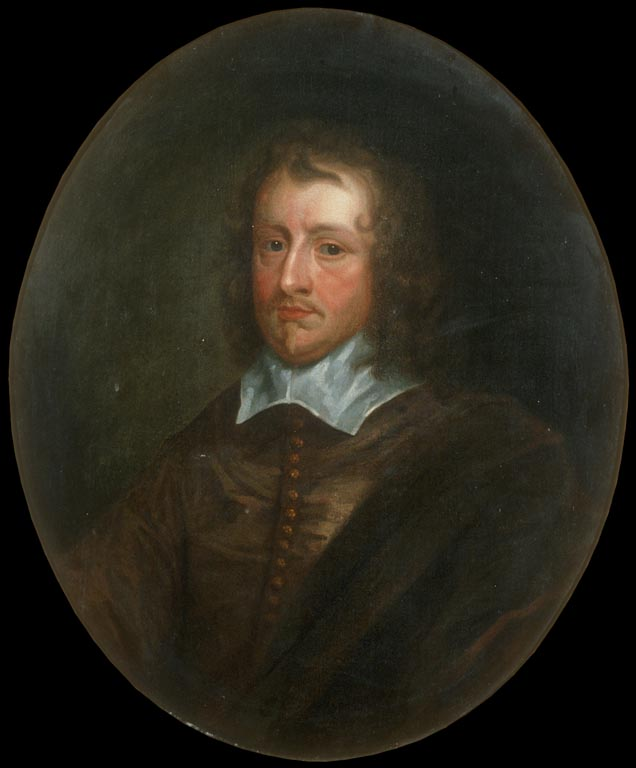
Baronet Richard Fanshawe (1608 – 16. červen 1666), anglický básník, překladatel, diplomat a politik, podporovatel Karla II. byl anglickým ambassadorem v Lisabonu (1662–1666) a Madridu (1664–1666). Jeho jednání bylo základem smlouvy z roku 1667.

Sir Richard Fanshawe, anglický velvyslanec v Portugalsku v letech 1662 až 1666, byl v roce 1664 jmenován velvyslancem také ve Španělsku. Byl pověřen uzavřením obchodí dohody, vyjednáním odškodnění za ztráty a dosažením potvrzení o anglickém právu na držení území vybojovaných v letech 1654 až 1660, zejména právě Jamajky.
V roce 1663 zahájil Filip IV. Španělský velkou vojenskou ofenzívu proti Portugalsku a odmítl vyjednávání, zatímco Anglie pomáhala 'rebelům'. Jednání byla zahájena v roce 1664, když se ukázalo že Filip IV. nemá naději na rychlé vítězství, a byla přerušena po začátku druhé anglo-nizozemské války v březnu 1665. K jednáním se Filip IV. vrátil po porážce Španělska v bitvě u Montes Claros 17. června 1665. V září 1665 Fillip IV. zemřel, vlády se ujala jeho manželka Marie Anna Habsburská, která vládla za jejich tříletého syna Karla II. Španělského.

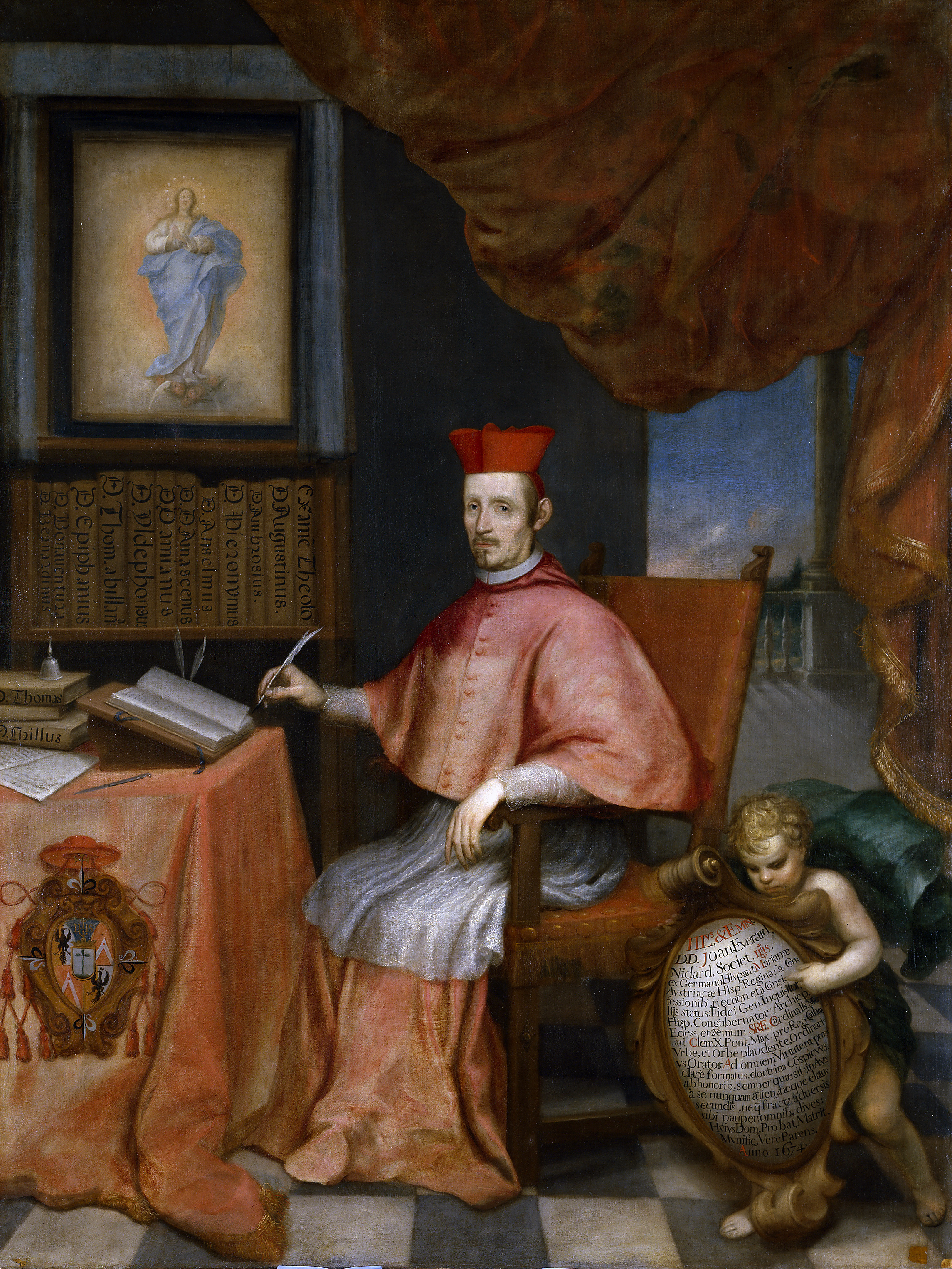
Kardinál Juan Everardo Nithard, španělský ministr, člen regentské rady

Ukončení války s Portugalskem bylo pro novou španělskou vládu prioritou. Kardinál Juan Everardo Nithard, zpovědník Marie Anny Habsburské a faktický předseda vlády, podmínil uzavření anglo-španělské smlouvy anglickou pomocí při dosažení tohoto cíle. Naopak francouzský král Ludvík XIV. podporoval Portugalsko, aby trvalo na tvrdých podmínkách, čímž se snažil zabránit posílení Španělska ve Španělském Nizozemí.
V prosinci Fanshawe dokončil jednání s Gasparem de Bracamonte, 3. hrabětem z Peñaranda, členem španělské regentské rady. Pro návrh smlouvy byla jako základ použita smlouva uzavřená v Madridu v roce 1630. Oba vyjednavači neměli informace o probíhajícím jednání v Londýně mezi španělským velvyslancem v Anglii hrabětem Molinou, Jakubem II. Stuartem, vévodou z Yorku a Henry Bennetem, 1. hrabětem z Arlingtonu. Karel II. odmítl ratifikovat Fanshaweovu verzi smlouvy, tvrdil, že překročil svou pravomoc a nedodržel pokyny a nahradil ho lordem Edwardem Montagu, 1. hrabětem ze Sandwich. Sir Robert Fanshawe zemřel v červnu 1666, krátce před svým návratem domů.
V březnu 1667 podepsaly Francie a Portugalsko Lisabonskou smlouvu, desetileté útočné a obranné spojenectví obou států proti Španělsku. Dne 24. května francouzské jednotky vstoupily do Španělského Nizozemí, čímž začala devoluční válka. Tváří v tvář vyhlídkám na další roky války s Portugalskem a ztrátě svých provincií ve prospěch Francie se Španělsko rozhodlo smlouvu s Anglií co nejrychleji uzavřít.

## Podmínky smlouvy
Obchodní diplomacie 17. a 18. století vycházela z ekonomické teorie merkantilismu, která považovala světový obchod za ekonomický systém za hru s nulovým součtem, ve kterém každý zisk jedné strany vyžadoval ztrátu strany druhé. Zvýšení vašeho podílu znamenalo odebrat ho ostatním, a tak státy chránily své vlastnictví pomocí cel nebo zákazů dovozu a útočily na kolonie či lodě ostatních. Z toho vyplýval zájem Anglie o dvě oblasti; vyloučení z trhů ve Španělské říši a omezení přímého obchodu mezi pevninským Španělskem a Anglií.
Smlouva z roku 1630 byla zrušena a 23. května 1667 podepsaly Anglie a Španělsko dvě nové smlouvy; obchodní dohodu a dohodu Anglie o zprostředkování příměří mezi Portugalskem a Španělskem. V samostatném článku se každá strana zavázala, že nebude pomáhat nepřátelům druhé strany; Anglie by stáhla své portugalské expediční síly, zatímco Španělsko by zůstalo v anglo-nizozemské válce neutrální.

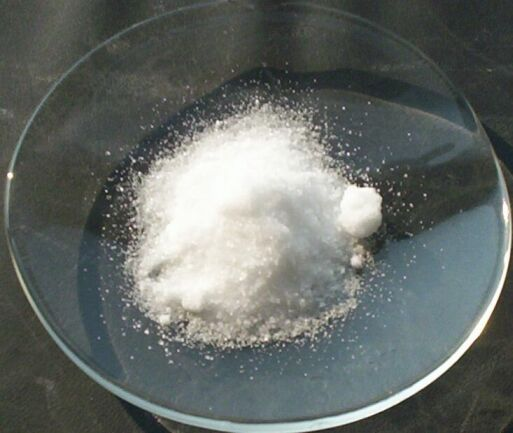
Import ledku nutného při výrobě střelného prachu byl velmi výhodný pro britskou Východoindickou společnost, jednoho z hlavních beneficientů smlouvy

Obchodní smlouva se skládala ze čtyřiceti samostatných článků, z nichž nejdůležitější byl článek sedm, část Fanshawova návrhu, ale s vynecháním původních podmínek. Angličtí obchodníci dostali stejné postavení jako Nizozemci a získali právo dovážet zboží bez daně do evropského Španělska. Články 7, 8, a 11 a 12 umožnily anglickým koloniím v Severní Americe a východní Indii přepravovat zboží přímo do španělských přístavů.
Tím, že smlouva udělila obchodní práva anglickým obchodníkům ve Španělské Americe, povolovala přítomnost Anglie v Karibiku a okupaci Jamajky, ačkoli to nebylo formálně uznáváno až do roku 1670. Článek 10 obecně osvobodil anglické lodě a sklady ve španělských přístavech od celních kontrol, přičemž spory by byly předloženy místnímu soudci, který byl nominován Angličany a potvrzen Madridem.
Články 14 až 17 umožňovaly anglickým lodím přístup do přístavů po celé Španělské říši, což byl významný ústupek, protože to značně zvýšilo jejich operační dosah. Článek 38 vytvořil pro anglické obchodníky stejná práva jako pro obchodníky nizozemské a francouzské tím, že jim udělil status MFN (most favoured nation), status nebo úroveň zacházení přiznávaná jedním státem druhému v mezinárodním obchodu. MFN jedním ze základních kamenů obchodního práva WTO.Tento článek byl často obcházen španělskými obchodníky a musel být znovu ustanoven ve smlouvě z roku 1670.
Tyto ústupky byly prvním krokem v boji proti nizozemské hospodářské nadřazenosti mimo Evropu, a měly tedy větší význam, než je jim někdy připisován. Články zůstaly v platnosti až do vypuknutí války o španělské dědictví v roce 1701.

## Důsledky

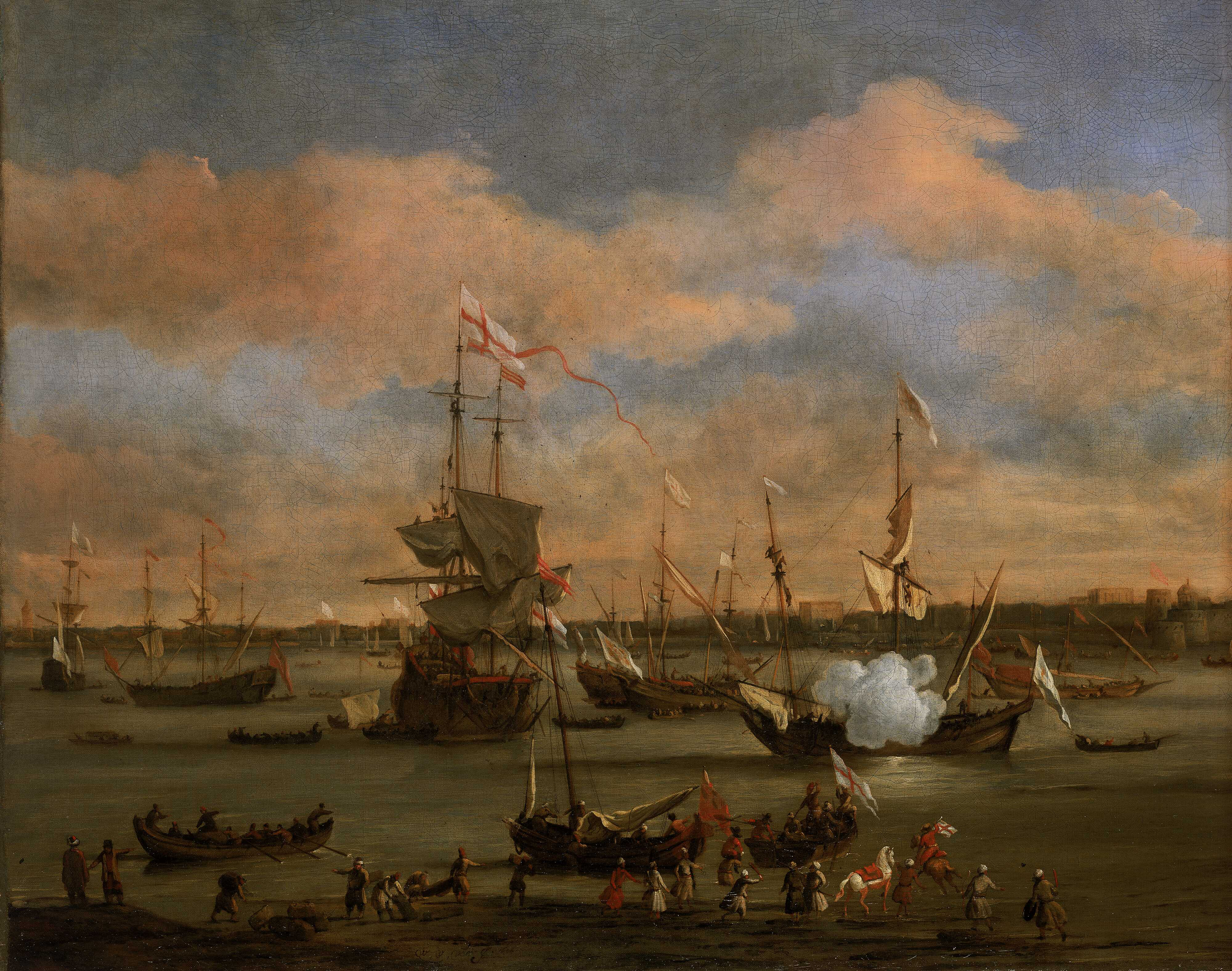
Anglická loď v přístavu, asi 1680, smlouva povolovala anglickým lodím přístup do všech španělských přístavů.

Ekonomický historik Guillermo Pérez Sarrión tvrdí, že smlouva z roku 1667 ukazuje „absolutní dominanci Anglie v anglo-španělském obchodu“. Jeden londýnský obchodník to později označil za „nejlepší květ v naší zahradě“; Anglické zboží bylo dovezeno přes Cadiz, pak prodáno místně nebo reexportováno do kolonií, španělské barvivo a vlna cestovaly opačným způsobem.
Francouzsko-španělský obchod spočíval především v objemovém dovozu, jako je obilí a dřevo, které místní orgány snadno regulovaly. Anglický obchod byl převážně námořní, uvnitř obrovské španělské říše, a mnohem hůře se ovládal; Smlouva ve skutečnosti umožnila kapitánům lodí rozhodnout, jaké zboží bude na jejich dokumentech uvedeno jako „anglické“. To umožnilo anglickým obchodníkům vyhýbat se celním povinnostem, požadovat od španělských kolonistů vytvoření velkého a velmi výnosného černého trhu.
V září byl Alfons VI. Portugalský sesazen při převratu vedeném jeho bratrem Petrem II. Předchozí smlouva s Francií byla zrušena a s Anglií jako prostředníkem podepsalo Španělsko a Portugalsko Lisabonskou smlouvu dne 13. února 1668. Španělsko, které bylo zbaveno břemene neschopného vládce a podpořeno trojitou aliancí ukončilo devoluční válku s Francií uzavřením smlouvy v Cáchách (francouzsky Aix-la-Chapelle) dne 5. května 1668.
Otázka španělských kolonií v Západní Indii okupovaných Anglií po předchozí válce byla později řešena smlouvou uzavřenou v Madridu v roce 1670.